# Santa Monica Boulevard
Santa Monica Boulevard est une célèbre artère de Los Angeles, en Californie.

## Situation et accès
Le boulevard commence dans la partie est de Hollywood, passe par West Hollywood, Beverly Hills, Century City, West Los Angeles, et se termine à Santa Monica. 

## Bâtiments remarquables et lieux de mémoire
Le boulevard passe par les lieux suivants :
- Los Angeles City College
- Hollywood Forever Cemetery
- Paramount Studios
- Warner Hollywood Studios
- Pacific Design Center
- l'hôtel de ville de Beverly Hills
- Museum of Television and Radio
- Beverly Hilton Hotel
- Peninsula Beverly Hills Hotel
- Los Angeles Mormon Temple
- Westlake Recording Studios
- Lighstorm Entertainment
- Troubadour

### Dans la culture populaire
- Le boulevard apparaît dans le jeu vidéo Grand Theft Auto 5 sous le nom de Del Perro Boulevard.
- Le boulevard est fréquemment mentionné par Sheryl Crow dans sa chanson "All I Wanna Do"